# Henry Darger
Henry Joseph Darger Jr. (Chicago, 12 d'abril de 1892 – Chicago,13 d'abril de 1973) va ser un escriptor, novel·lista i artista estatunidenc, icona de l'Art Brut o art marginal. Ningú no en va conèixer la seva obra fins que el van hospitalitzar, al final de la seva vida. Va viure i treballar a Chicago, Illinois. La seva obra més coneguda és un manuscrit de 15.145 pàgines que porta per títol "The Story of the Vivian Girls, in What Is Known as the Realms of the Unreal, of the Glandeco-Angelinian War Storm, Caused by the Child Slave Rebellion". Va crear, a més, centenars de dibuixos, collages, aquarel·les, pintures i manuscrits.
Les seves obres representen des de mons idíl·lics, amb flors, infants i criatures fantàstiques, a escenes sòrdides de terror, on els infants són torturats. En moltes obres hi ha elements de collage. L'obra de Darger, descoberta després de morir, s'ha convertit en una icona de l'Art Brut i ha inspirat a moltíssimes generacions de poetes, músics i altres artistes.

## Vida
Darger va néixer el 12 d'abril de 1892 a Chicago, Illinois. Fill de Henry Darger Sr. i Rosa Fullman. Quan tenia quatre anys, la seva mare va morir de febre puerperal després de donar a llum a la germana de Henry, que va ser donada en adopció. En Henry no va conèixer mai la seva germana. Un dels biògrafs de Darger, l'historiador d'art i psicòleg John M. MacGregor, va descobrir que Henry tenia dos germans ja, abans de néixer, però no en va poder saber mai res més.
El pare de Darger era sastre. Segons el mateix Darger, el va tractar bé i van viure junts fins al 1900, any en què el pare va anar a la residència per a gent gran de St. Agustí. Darger va ser internat en un orfanat catòlic (Mission of Our Lady of Mercy), i traslladat després a un hospital psiquiàtric a Illinois, un asil d'infants amb problemes mentals, a causa del seu comportament estrany.
Avui en dia se sap que al centre, els infants patien humiliacions, maltractaments i abusos. El centre va acabar jutjat i condemnat per aquesta mena de pràctiques, anys més tard.
Després d'intentar fugir diverses vegades, al final ho aconsegueix als setze anys, el 1909, i va cap a Chicago. Allà comença a treballar a l'hospital de Chicago i, durant el seu temps lliure comença a crear. Treballarà a l'hospital durant 54 anys.
Recol·lectava grans quantitats de diaris i revistes del carrer amb la finalitat de retallar il·lustracions per a les composicions de les seves novel·les. Al principi només les retallava i enganxava, més endavant va començar a calcar-les, fins que comença a dibuixar ell mateix. No es relacionava amb gaire gent. Només se'n coneix un amic, William Shloder, amb qui compartia la idea de fundar una Societat Protectora dels Infants, però Shloder va anar-se'n de Chicago a mitjans dels anys 1930.Tot i així, van estar en contacte, escrivint-se cartes, fins a la mort de Shloder, el 1959.
A principis dels anys 30, Darger es va instal·lar en una habitació al North Side de Chicago on, quaranta anys més tard, es descobriria la seva extraordinària tasca secreta. Els propietaris de l'apartament on vivia Darger, Nathan i Kiyoko Lerner, van trobar la seva obra poc després de la seva mort, ocorreguda el 13 d'abril del 1973 al mateix hospici de les germanes de la caritat on va morir el seu pare. Per sort, la parella va saber reconèixer-ne la qualitat i la importància de la descoberta, i es van dedicar a difondre-la.
Darger es va convertir des de llavors en una referència de l'Art Brut (també anomenat outsider art o art marginal), i la seva obra és una de les més cotitzades dins d'aquesta categoria.

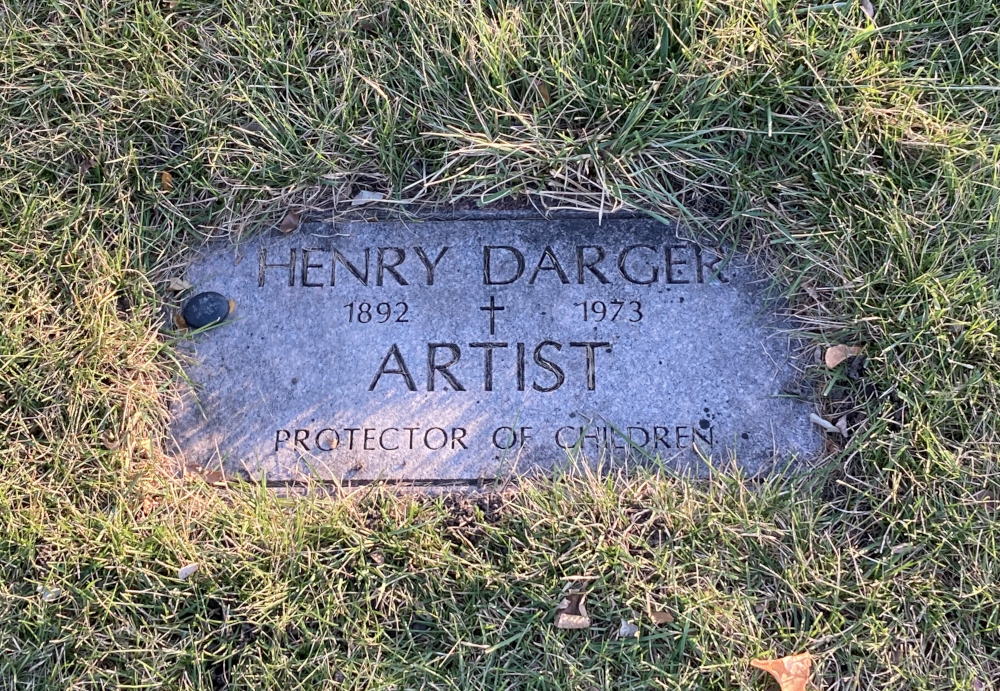
Làpida de Henry Darger (1892-1973) al cementiri de All SAints, des Plaines.

Darger està enterrat al cementiri All Saints Cemetrey a Des Plaines, Illinois. A la làpida hi ha escrit "Artist" i "Protector of Children".

## Obra
"The Story of the Vivian Girls, in What Is Known as the Realms of the Unreal, of the Glandeco-Angelinian War Storm, Caused by the Child Slave Rebellion" és la seva gran obra, de 15.145 pàgines. La història té lloc en un planeta gegantí al voltant del qual gira la Terra i els habitants del qual són cristians, principalment catòlics. El gruix de la narració descriu les aventures de les Vivians, les set princeses de la Nació Cristiana d'Abbiennia, que socorren una rebel·lió contra el règim d'esclavitud infantil imposat pels Glandelinians. Els Glandelinians tenen una semblança amb els soldats confederats de la Guerra Civil Nord-Americana (Darger, com el seu pare, era un expert en aquest tema). Els infants s'aixequen en armes contra els seus opressors i sovint cauen assassinats en combat, després de patir horribles tortures a les mans dels Glandelinians.
Es creu que aquesta mitologia tan elaborada es va inspirar en Elsie Paroubek, una nena de cinc anys escanyada el 1911 que apareix a la narració sota el nom d'"Anna Aronburg", l'assassinat de la qual marca el principi de la rebel·lió infantil. Pel que sembla Darger va perdre un tros de diari on sortia la notícia, la qual cosa li va generar una gran angoixa.
La història de la rebel·lió escrita per Darger compta amb dos finals: en un les Vivians i la Cristiandat triomfen, mentre que a l'altre són derrotats a les mans dels Glandelinians.
Al principi, Darger va crear les seves il·lustracions en bona part amb imatges, anuncis, i notícies que retallava de revistes populars, diaris i llibres infantils. Se li reconeix un do natural per a la composició, el collage i l'ús del color a les aquarel·les. Les escenes de fugides, batalles èpiques i escabroses tortures recorden certs episodis de la història cristiana, especialment al martiri dels primers sants.
Una altra de les idiosincràsies de l'obra és l'aparent transsexualitat de les figures femenines, que apareixen totalment o parcialment nues amb òrgans sexuals masculins. Aquesta suposada transsexualitat és perquè és probable que Darger mai va mantenir relacions sexuals, per por de copular amb la seva germana donada en adopció, amb la qual cosa mai va saber bé com era l'aparell sexual femení, ja que segurament no havia vist mai una dona nua.
Gran part de la fascinació per l'obra de Darger ve donada per les seves brutals imatges de violència contra els infants. Molts opinen que expressava el dolor dels abusos soferts i observats en si mateix o en altres a l'hospici on va viure com a nen i que va ser objecte d'escàndol després d'una investigació ocorreguda poc després que l'abandonés.
El 1968, Darger va escriure The History of My Life, un llibre que dedica 206 pàgines a explorar les seves frustracions infantils i dedica les següents 4.672 pàgines a explicar la història d'un tornado anomenat Sweetie Pie, que destrueix un poble sencer.
Darger és avui en dia un de les figures més icòniques en la història de l'art brut, anomenat també outsider art o art marginal. A l'Outsider Art Fair, que té lloc cada gener a Nova York, la seva obra és de les més ben cotitzades a les subhasta. L'American Folk Art Museum va inaugurar el Centre d'Estudis Henry Darger el 2001.

## A la cultura popular
Des de la seva mort el 1973 i la descoberta del seu magnum opus, i especialment des dels anys 90, hi ha hagut moltes referències sobre Darger a la cultura popular. Molts artistes de còmic, novel·les gràfiques, músics, poetes i altres artistes s'han inspiat en la seva obra. Alguns exemples són el poema Girls on the Run, de John Ashbery, un joc online Sissyfight 2000, i una peça multimèdia del coreògraf Pat Graney, o la novel·la The Genius de Jesse Kellerman, entre moltíssims altres.